# Andy Ristaino

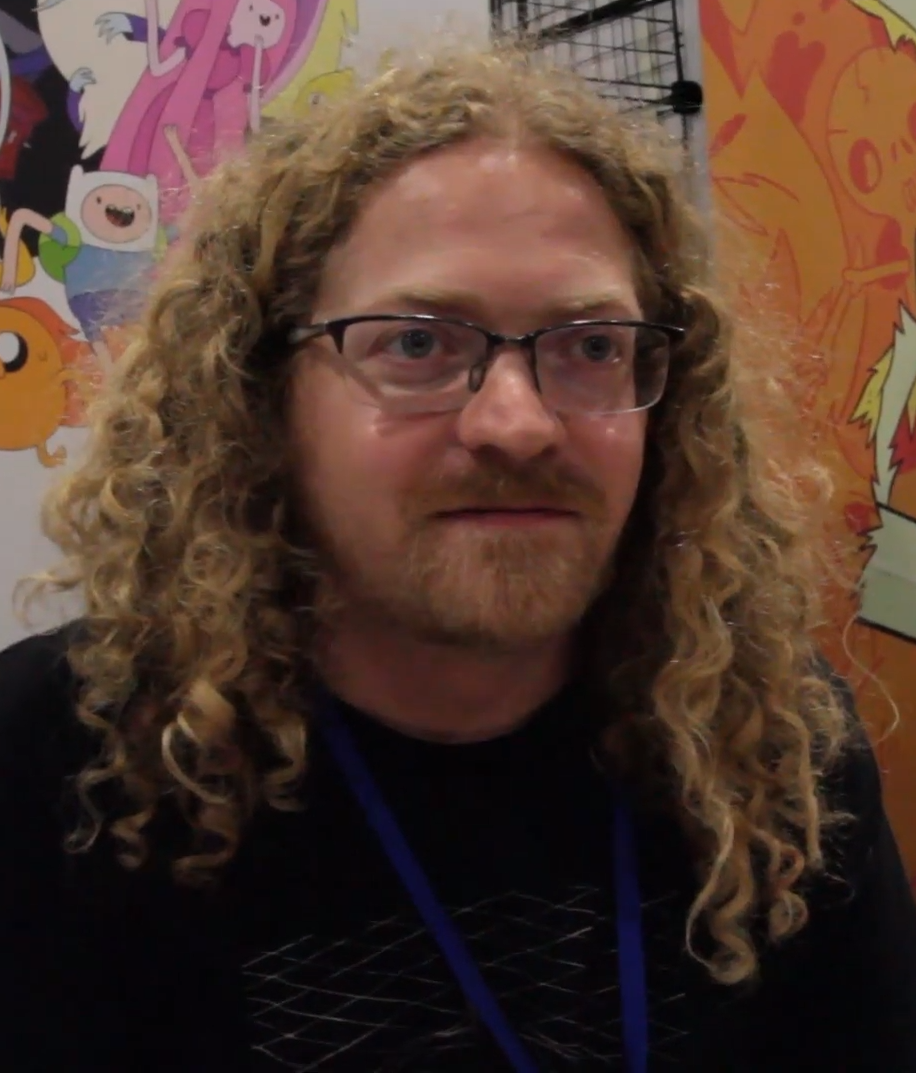
Andy Ristaino na Comic Con de Boston em 2014

Andy Ristaino é um artista americano que é mais conhecido por ser o ex-projetista da personagem principal e escritor atual e artista de storyboard na série de televisão animada Adventure Time.